# Настине
На́стине — село в Україні, в Олександрівській селищній громаді Кропивницького району Кіровоградської області. Населення становить 21 осіб.

## Населення
Згідно з переписом УРСР 1989 року чисельність наявного населення села становила 21 особа, з яких 6 чоловіків та 15 жінок.
За переписом населення України 2001 року в селі мешкала 21 особа.

### Мова
Розподіл населення за рідною мовою за даними перепису 2001 року:
| Мова       | Відсоток |
| ---------- | -------- |
| українська | 95,24 %  |
| російська  | 4,76 %   |